# Kartika
 (juillet 2025).
Si vous disposez d'ouvrages ou d'articles de référence ou si vous connaissez des sites web de qualité traitant du thème abordé ici, merci de compléter l'article en donnant les références utiles à sa vérifiabilité et en les liant à la section « Notes et références ».
Kartika, Karthikai, Karthika, Kartik ou Kartika maasam est un mois du calendrier hindou qui chevauche généralement octobre et novembre,.
C’est le 7e mois dans les calendriers bengali, maithili et népalais (en). Et c'est le 8e mois dans le calendrier tamoul.